# Basabote
Basabote era un comitato per lo sviluppo dei villaggi (VDC) del Nepal situato nella Provincia No. 1 e nel distretto di Udayapur, è stato abolito dal marzo 2017 in seguito ad una riforma amministrativa ed è confluito nella neocostituita municipalità di Limchungbung.
Al censimento del 1991, aveva 2 774 abitanti.